# Taewangsasingi
Taewangsasingi (kor. 태왕사신기, Hancha: 太王四神記, MOCT: Taewangsasingi, dosł. Opowieść o wielkim królu i czterech bóstwach; znany także jako The Legend) – koreański serial historyczny z elementami fantasy, niegdyś emitowany na kanale MBC. Jest to opowieść o dziewiętnastym królu Goryeo Dam Duku i jego drodze do objęcia władzy a następnie zjednoczenia kraju.

## Tytuł
Tytuł tego serialu można przetłumaczyć jako Opowieść o wielkim królu i czterech bóstwach. Wielki król (太王) był tytułem używanym przez władców królestwa Goryeo. Cztery bóstwa to dosłowne tłumaczenie 四 (cztery) 神 (bóstwo), ale byli to raczej czterej słudzy Niebios, którzy strzegli króla.

## Historia
Dawno temu ludzie z plemienia Tygrysa władali Ziemią a ich kapłanki posiadały moc ognia. Po kolei eliminowali inne plemiona i sprzeciwiało się im jedynie plemię Niedźwiedzia. Lord Hwanwoong (syn Króla Nieba) widząc cierpienie ludzi i ich nieustanne walki zszedł na Ziemię razem z czterema bóstwami: Cheong-ryong (Niebieskim Smokiem), Baek-ho (Białym Tygrysem), Joo-jak (Feniksem), Hyeon-mu (Żółwio-Wężem) aby ochronić swój lud. Zabrał moc ognia kapłance Kajin i przekazał ją Sae-Oh, dziewczynie z plemienia Niedźwiedzia, którą pokochał i która wkrótce została matką jego syna. Kajin ukradła dziecko Sae-Oh tuż po porodzie, aby zemścić się na Lordzie Hwanwoongu, który odrzucił jej miłość. Kobiety zaczęły ze sobą walczyć i w trakcie pojedynku Kajin wyrzuciła niemowlę w przepaść. Lord Hwanwoong zdążył je uratować, jednak Sae-oh zawładnęła nienawiść. Jej moce opętały ją i stworzyła Czarnego Feniksa – ptaka stworzonego z furii, który zaatakował lud Jooshin. Trzy bóstwa nie mogły go pokonać i aby zakończyć cierpienie swojego ludu, Lord Hwanwoong musiał zabić swoją ukochaną. Niedługo potem wrócił do Niebios. Jednak wcześniej ukrył na Ziemi cztery symbole bóstw i przepowiedział, że kiedyś narodzi się potężny król Jooshin, jego narodziny oznajmi ogromna gwiazda na niebie a cztery bóstwa będą mu służyć.

## Obsada
- Bae Yong-joon (배용준) jako Dam Duk / Hwanwoong
- Moon So-ri (문소리) jako Kiha / Kajin
- Lee Ji-ah (이지아) jako Sujini / Sae-Oh
- Oh Kwang-rok (오광록) jako Hyeon-go (strażnik Żółwio-Węża)
- Choi Min-soo (최민수) jako Daejangro, przywódca klanu Hwacheon
- Yoon Tae-young (윤태영) jako Yon Hogae
- Park Sang-won (박상원) jako Yon Garyo
- Park Sang-Min (박상민) jako Saryang
- Philip Lee (이필립) jako Cheoro (strażnik Smoka)
- Park Sung-woong (박성웅) jako Jumuchi (strażnik Tygrysa)
- Lee Da-hee (이다희) jako Gakdan
- Yoo Seung-ho (유성호) jako młody Dam Duk
- Park Eun-bin (박은빈) jako młoda Kiha
- Oh Seung-yoon (오성윤) jako młody Hyeon-go
- Shim Eun-kyung (심은경) jako młoda Sujini
- Kim Ho-young (김호영) jako młody Hogae

## Oglądalność
| Data       | Odcinek | Cały kraj | Seul     |
| ---------- | ------- | --------- | -------- |
| 2007-09-11 | odc. 1  | 20.4 (3)  | 21.6 (3) |
| 2007-09-12 | odc. 2  | 26.9 (1)  | 27.7 (1) |
| 2007-09-13 | odc. 3  | 26.9 (1)  | 28.3 (1) |
| 2007-09-19 | odc. 4  | 31.7 (1)  | 33.3 (1) |
| 2007-09-20 | odc. 5  | 31.5 (1)  | 33.1 (1) |
| 2007-09-26 | odc. 6  | 23.4 (2)  | 25.3 (1) |
| 2007-09-27 | odc. 7  | 30.9 (1)  | 33.0 (1) |
| 2007-10-10 | odc. 8  | 25.9 (2)  | 26.4 (2) |
| 2007-10-11 | odc. 9  | 28.2 (2)  | 29.3 (1) |
| 2007-10-17 | odc. 10 | 27.5 (2)  | 28.6 (1) |
| 2007-10-18 | odc. 11 | 28.3 (2)  | 29.7 (1) |
| 2007-10-24 | odc. 12 | 29.6 (2)  | 30.2 (1) |
| 2007-10-25 | odc. 13 | 29.1 (2)  | 30.4 (1) |
| 2007-10-31 | odc. 14 | 27.9 (2)  | 29.0 (1) |
| 2007-11-01 | odc. 15 | 31.9 (1)  | 33.2 (1) |
| 2007-11-07 | odc. 16 | 30.0 (2)  | 31.0 (1) |
| 2007-11-08 | odc. 17 | 30.4 (2)  | 31.9 (1) |
| 2007-11-14 | odc. 18 | 30.4 (2)  | 31.5 (1) |
| 2007-11-15 | odc. 19 | 31.6 (2)  | 32.8 (1) |
| 2007-11-21 | odc. 20 | 30.4 (2)  | 32.1 (1) |
| 2007-11-22 | odc. 21 | 32.3 (2)  | 33.4 (1) |
| 2007-11-28 | odc. 22 | 31.6 (2)  | 32.9 (1) |
| 2007-11-29 | odc. 23 | 33.0 (2)  | 34.6 (1) |
| 2007-12-05 | odc. 24 | 35.7 (1)  | 37.0 (1) |
| Średnia    | Średnia | 29.4%     | 30.7%    |

Źródło: TNS Media Korea

## Nagrody
- MBC Najlepsza drama
- MBC Highest Award (Bae Yong-joon)
- MBC Populartiy Award (Bae Yong-joon)
- MBC Popularity Award (Lee Ji-ah)
- MBC Najlepsza debiutantka (Lee Ji-ah)
- MBC Najlepsza para (Lee Ji-ah i Bae Yong-jun)